# Cá chình khủng long
Cá chình khủng long hay còn gọi là cá rồng cửu sừng hay cá bichir (tên khoa học Polypterus senegalus) là một loài cá có xương sống phân bố ở châu Phi được gọi là cá chình khủng long bởi vây lưng có răng cưa và ngoại hình giống loài bò sát. Nó gợi nhớ đến một số loài khủng long.

## Đặc điểm
Cá chình khủng long dài 50 cm trong tự nhiên nhưng lại ngắn hơn khi nuôi trong bể.Đây là một loài cá châu Phi hiện đại, sở hữu phổi để hít thở không khí và các vây ngắn tũn có thể kéo lê thân trên cạn. Cá chình khủng long có nhiều đặc điểm tương tự như những gì quan sát được ở hóa thạch của các động vật 4 chân có xương sống nguyên thủy.
Chúng rất dễ nhảy và có khả năng sống không cần nước trong một thời gian cho đến khi vảy của chúng không còn ẩm nữa, điều này giúp chúng sau khi thoát ra khỏi biển có cơ hội tìm tới vùng nước tự do. Cá chình khủng long lớn lên trên cạn khác rất nhiều so với các cá thể cùng loài sinh trưởng dưới nước. Chẳng hạn như, cá nuôi trên cạn nâng đầu cao hơn, giữ các vây sát gần cơ thể chúng hơn, bước đi nhanh hơn, quẫy đuôi và ve vẩy các vây ít thường xuyên hơn cá sinh trưởng dưới nước.
Cá nuôi trên cạn cũng trải qua những thay đổi về bộ xương và hệ thống cơ, dường như mở đường cho các thay đổi về hành vi của chúng. Nhìn chung, những biến đổi này giúp chúng di chuyển hiệu quả hơn trên cạn. Cá chình khủng long dễ uốn nắn trong quá trình phát triển. Tính mềm dẻo này là yếu tố giúp loài cá này có thể lớn lên rất khác, phụ thuộc vào môi trường sống của chúng.

## Thức ăn
Là loài cá dữ ăn thịt, cá chình khủng long có thể ăn được các loại thức ăn từ tôm, cá, ếch nhái, côn trùng, giáp xác hay nhuyễn thể. Dù có nguồn thức ăn đa dạng trong tự nhiên, nhưng giống như nhiều loài cá quý hiếm khác, chúng từng đứng trước nguy cơ tuyệt chủng, do môi trường sống bị xâm phạm. Sau này, cá chình khủng long được bảo vệ thông qua dự án phát triển nuôi nhốt, và từ đó trở thành giống cá cảnh được ưa thích trên thế giới.